# Conus zapatoensis
Conus zapatoensis é uma espécie de gastrópode do gênero Conus, pertencente à família Conidae.